# Бронзовка мохнатая
Бронзовка мохнатая, олёнка, или олёнка мохнатая (лат. Tropinota hirta) — жук из семейства пластинчатоусых (Scarabaeidae), относящийся к группе бронзовок (Cetoniinae).

## Описание
Длина 8—13 мм. Окраска матово-чёрная, верх с желтоватыми или белыми пятнами или полосками, их рисунок очень изменчив. На переднеспинке шесть белых пятен. Волоски на теле двухцветные: серые и жёлтые (спинка жука почти голая). Низ тела светлый и покрыт густыми волосами.

## Ареал
Широко распространён в Средней и Южной Европе и Западной Азии в лесостепной и степной зонах. 

## Биология

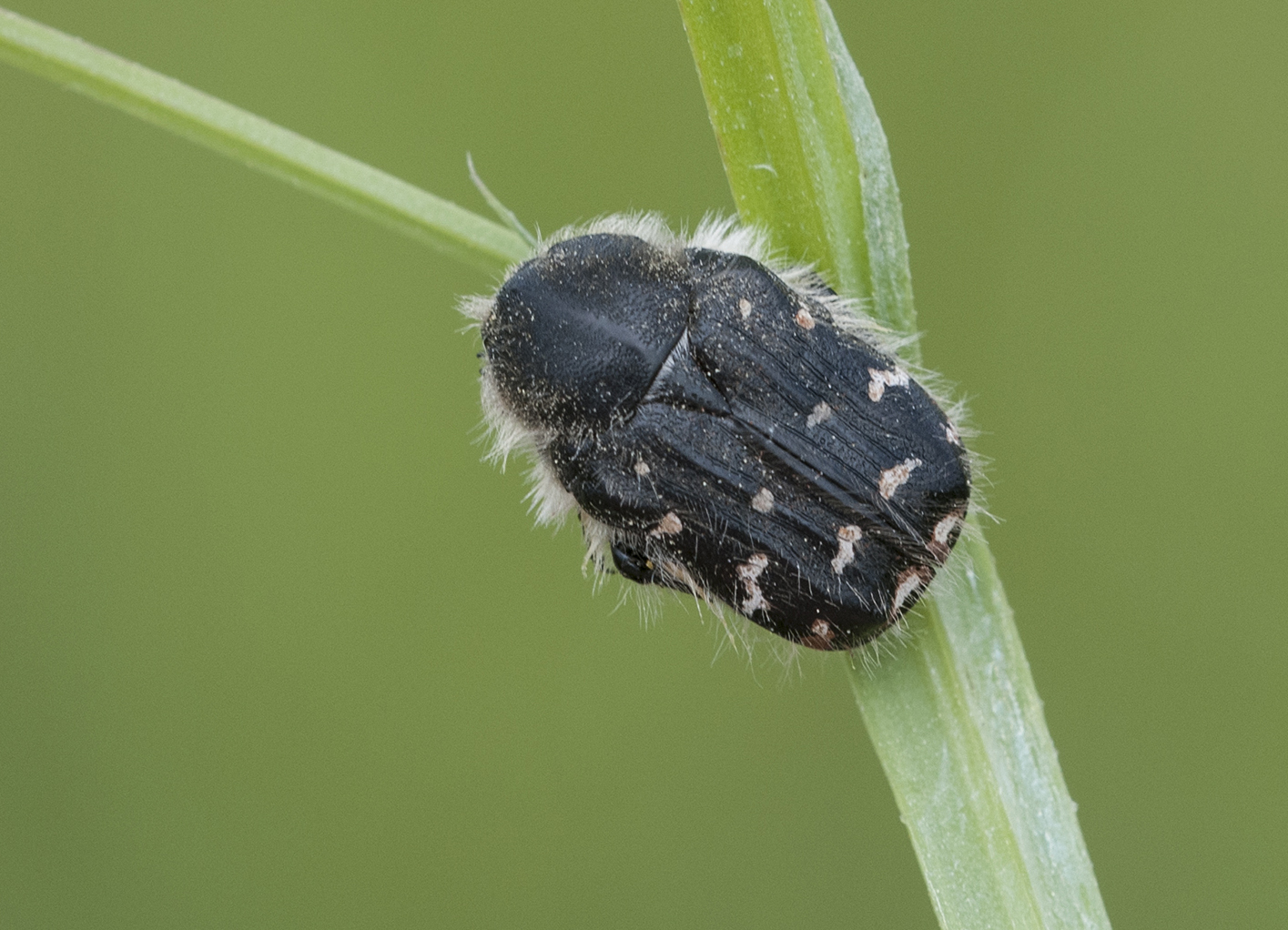

Питается бутонами и цветками. Откладывают яйца в почву, личинки питаются отмершими корешками и перегноем и окукливаются там же. Зимуют взрослые жуки, зарывшись в почву. Имаго является вредителем многих сельскохозяйственных растений, сильно объедая их цветы.